# Marcelo Barrientos
Marcelo Barrientos, född 9 maj 1970, är en friidrottare från Chile. Han deltog vid olympiska sommarspelen 1996.